# Twenty20 Cup 2005
Der Twenty20 Cup 2005 war die dritte Saison der englischen Twenty20-Meisterschaft. Sieger waren die Somerset Sabres, die sich im Finale im Oval mit 7 Wickets gegen die Lancashire Lightning durchsetzten.

## Gruppenphase

### Midlands/Wales/West Division
Tabelle
| Midlands/Wales/West Division | Sp. | S | N | NR | P  | NRR    |
| ---------------------------- | --- | - | - | -- | -- | ------ |
| Northamptonshire Steelbacks  | 8   | 4 | 2 | 2  | 10 | +1.174 |
| Somerset Sabres              | 8   | 4 | 3 | 1  | 9  | +1.088 |
| Warwickshire Bears           | 8   | 4 | 3 | 1  | 9  | +0.791 |
| Gloucestershire Gladiators   | 8   | 3 | 3 | 2  | 8  | −1.442 |
| Worcestershire Royals        | 8   | 3 | 4 | 1  | 7  | −0.464 |
| Glamorgan Dragons            | 8   | 2 | 5 | 1  | 5  | −1.090 |

### North Division
Tabelle
| North Division          | Sp. | S | N | NR | P  | NRR    |
| ----------------------- | --- | - | - | -- | -- | ------ |
| Lancashire Lightning    | 8   | 6 | 1 | 1  | 13 | +1.773 |
| Leicestershire Foxes    | 8   | 5 | 2 | 1  | 11 | +0.255 |
| Derbyshire Phantoms     | 8   | 4 | 3 | 1  | 9  | −0.452 |
| Yorkshire Phoenix       | 8   | 3 | 5 | 0  | 6  | −0.708 |
| Durham Dynamos          | 8   | 2 | 5 | 1  | 5  | −0.872 |
| Nottinghamshire Outlaws | 8   | 2 | 6 | 0  | 4  | +0.138 |

### South Division
Tabelle
| South Division      | Sp. | S | N | NR | P  | NRR    |
| ------------------- | --- | - | - | -- | -- | ------ |
| Surrey Lions        | 8   | 5 | 3 | 0  | 10 | +0.641 |
| Hampshire Hawks     | 8   | 3 | 2 | 3  | 9  | +0.203 |
| Middlesex Crusaders | 8   | 4 | 3 | 1  | 9  | +0.164 |
| Sussex Sharks       | 8   | 3 | 2 | 3  | 9  | +0.136 |
| Essex Eagles        | 8   | 3 | 3 | 2  | 8  | −0.067 |
| Kent Spitfires      | 8   | 1 | 6 | 1  | 3  | −1.021 |

## Playoffs

### Viertelfinale
| 18. Juli Scorecard | Manchester | Lancashire Lightning 189-7 (20) | – | Derbyshire Phantoms 172 (19.3) |
|                    |            | Lancashire gewinnt mit 17 Runs  |   |                                |

| 18. Juli Scorecard | Hove | Leicestershire Foxes 159-6 (20)    | – | Middlesex Crusaders 140-7 (20) |
|                    |      | Leicestershire gewinnt mit 19 Runs |   |                                |

| 18. Juli Scorecard | Northampton | Northamptonshire Steelbacks 154-8 (20) | – | Somerset Sabres 155-6 (19.5) |
|                    |             | Somerset gewinnt mit 4 Wickets         |   |                              |

| 18. Juli Scorecard | London | Surrey Lions 149-8 (20)     | – | Warwickshire Bears 117-8 (15) |
|                    |        | Surrey gewinnt das Bowl Out |   |                               |

### Halbfinale
| 30. Juli Scorecard | London | Lancashire Lightning 217-4 (20) | – | Surrey Lions 195-7 (20) |
|                    |        | Lancashire gewinnt mit 22 Runs  |   |                         |

| 30. Juli Scorecard | London | Somerset Sabres 157-9 (20)  | – | Leicestershire Foxes 153-8 (20) |
|                    |        | Somerset gewinnt mit 4 Runs |   |                                 |

### Finale
| 30. Juli Scorecard | London | Lancashire Lightning 114-8 (16) | – | Somerset Sabres 118-3 (14.1) |
|                    |        | Somerset gewinnt mit 7 Wickets  |   |                              |